# Austrolimnophila tergifera
Austrolimnophila tergifera är en tvåvingeart som beskrevs av Alexander 1953. Austrolimnophila tergifera ingår i släktet Austrolimnophila och familjen småharkrankar. Inga underarter finns listade i Catalogue of Life.